# Eulalia tripunctata
Eulalia tripunctata är en ringmaskart som beskrevs av McIntosh 1874. Eulalia tripunctata ingår i släktet Eulalia och familjen Phyllodocidae. Arten har ej påträffats i Sverige. Inga underarter finns listade i Catalogue of Life.